# Palais Pacelli
Ne doit pas être confondu avec Palais Lavaggi Pacelli.
Le Palais Pacelli est un ancien immeuble résidentiel de luxe situé à Munich - Schwabing. Il s'agit d'un bâtiment classé.

## Architecture
La villa a été construite entre 1880 et 1881 par Joseph Hölzle, qui a également réalisé son remodelage radical en style néo-baroque en 1900/1901. L'architecture se caractérise par trois coupoles et une façade pittoresque, richement décorée: on y voit des sculptures de H. Schneider, mais également une loggia avec des mosaïques de grand format.